# Christopher Tin
Ne doit pas être confondu avec Christopher Tyng.

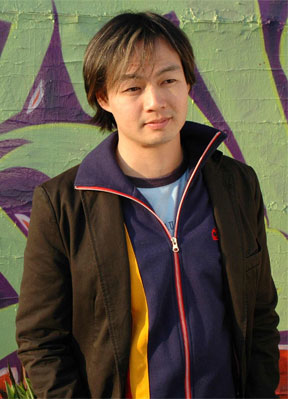
Christopher Tin en 2007.

Christopher Tin est un compositeur américain né le 21 mai 1976 à Redwood City (Californie).
Compositeur de musique de films, de publicités et de jeux vidéo, son travail est principalement orienté sur la musique orchestrale et chorale. Il est principalement connu pour son morceau Baba Yetu, thème principal du jeu vidéo Civilization IV, première musique de jeux vidéo à avoir été nommée au Grammy Awards, ainsi que pour son album Calling All Dawns, lui aussi nommé au Grammy Awards, dont Baba Yetu est tiré.

## Récompenses
- 2011 : Grammy Awards : Best Classical Crossover Album pour Calling All Dawns
- 2011 : Grammy Awards : Best Instrumental Arrangement Accompanying Vocalist(s) pour Baba Yetu
- 2010 : International Songwriting Competition : World Music Category
- 2010 : John Lennon Songwriting Contest : World Music Category - Finaliste
- 2010 : Independent Music Awards : Best Song for Film/TV/Multimedia (Baba Yetu)
- 2010 : Independent Music Award : Best World Beat Song (Baba Yetu)
- Horovitz Composition Prize au Royal College of Music
- 2010 : Independent Music Award : Best Contemporary Classical Album (Calling All Dawns) - Nommé
- 2010 : USA Songwriting Competition : World Music Category (Baba Yetu) - Honorable Mention
- 2009 : Archaeological Channel Film and Video Festival : Best Music (Life in Limbo) - Honorable Mention
- 2007 : G.A.N.G Awards : Best Original Vocal Song - Choral (Baba Yetu), Rookie of the Year
- 2007 : G.A.N.G Awards : Best Adapted Soundtrack (Pirates of the Caribbean Online) - Nommé
- 2007 : Regional Emmy Award : Best Historical Feature (Fishbowl)
- 2005 : GameSpy : Meilleure musique (Civilization IV) - Honorable Mention
- 2003 : Sundance Composer's Fellowship

## Composition de concert
Les concerts de Christopher Tin sont principalement des œuvres chorales et orchestrales,.

### Cycles de mélodies
- (2009) Calling All Dawns
- (2014) The Drop That Contained the Sea
- (2020) To Shiver The Sky

### Œuvres pour chœur et orchestre
- (2005) Baba Yetu
- (2009) Kia Hora Te Marino
- (2009) Mado Kara Mieru
- (2013) Temen Oblak
- (2013) Iza Ngomso
- (2016) Sogno di Volare
- (2017) Silver Wing
- (2017) Adain Can

### Solo vocal et orchestre
- (2013) Passou o Verao

### Orchestre avec soliste(s)
- (2014) Shinobu vs. Ghost Warrior

### Œuvre pour orchestre de chambre
- (1999) Lacrymosa (string quartet)

### Solo pour piano
- (2009) Nocturne No. 2

### Musique de jeux vidéo
- Civilization VII (2025)
- Old World (2021)
- PGA Tour 2K21 (2019)
- Splitgate Season 1 (2019)
- Rise of Kingdoms (2019)
- Moonlight Blade (2018)
- Civilization VI (2016)
- Offworld Trading Company (2016)
- World of Xian Xia 2 (2015)
- Civilization Online (2014)
- Pocket God: Ooga Jump (2013)
- Karateka (2012)
- Hexere (2012)
- Civilization World (2011)
- Pocket God (2011)
- Pocket God: The Runs (2011)
- Pocket God: Uranus (2010)
- World of Cars Online (2009)
- Microsoft Surface (2008)
- Disney's Toon Town (2008)
- Fantastic Four: Rise of the Silver Surfer (2007)
- Pirates of the Caribbean Online (2007)
- ASK Learning (2005)
- Civilization IV (2005)